# Jean Vanier
Jean Vanier, född 10 september 1928 i Genève, Schweiz, död 7 maj 2019 i Paris, Frankrike, var en kanadensisk katolsk filosof, teolog och filantrop med fokus på att hjälpa personer med intellektuell funktionsnedsättning. Han grundade organisationerna Communauté de l'Arche (1964), Foi et partage (1968) och senare Tro och ljus samt deltog vid grundandet av föreningen Intercordia (2000).
Vaniers livsgärning omvärderades kort efter hans död som följd av utredningar om sexuella övergrepp han åren 1970–2005 skulle ha utfört mot kvinnor som sökt hans andliga vägledning.

## Biografi
Vanier är känd för att 1964 ha grundat L'Arche, en internationell sammanslutning av kommuniteter i över 37 länder för personer med funktionshinder och deras omsorgspersoner, samt 1971 tillsammans med Marie-Hélène Mathieu ha grundat Tro och ljus, som också arbetar för personer med funktionshinder samt deras vänner och familjer, genom möten för vänskap, bön, fest och gemenskap.
Han har skrivit ett 30-tal böcker om religion, handikapp, normalitet, framgång och tolerans, där flera är översatta till svenska.

### Sexuella övergrepp
I februari 2020 gav L'Arche ut en intern rapport som fastslog att Vanier mellan 1970 och 2005 sexuellt utnyttjade sex kvinnor i Trosly-Breuil i Frankrike. Den underliggande utredningen gjordes av den oberoende brittiska konsultfirman GCPS.
Enligt ett gemensamt uttalande av ledare för L'Arche International hade Vanier manipulativa och känslomässigt kränkande sexuella relationer med sex kvinnor i Frankrike mellan 1970 och 2005. Relationerna inleddes och uppmuntrades av Vanier, vanligen i samband med andlig rådgivning. "Dessa kvinnor berättade var och en om liknande handlingar som skedde med hänvisning till långsökta andliga eller mystiska förklaringar som skulle motivera lämpligheten av dessa beteenden." Uttalandet framhöll att "dessa relationer ... hade en betydande negativ inverkan på de utsattas personliga liv och relationer. Handlingarna tyder på det starka psykologiska och andliga inflytande Vanier hade över dessa kvinnor". Bland de utsatta fanns nunnor och assistenter, och det framgick att Vanier bett de utsatta att hemlighålla händelserna.
Vanier var också tidigare medlem av en liten hemlig grupp som anammade och deltog i sexuella handlingar som vägleddes av den 1956 avkragade dominikanprästen Thomas Philippe. Dessa handlingar grundades på trosföreställningar som fördömts av den katolska kyrkan. Vanier beskrev Philippe, som dog 1993, som sin "andlige far" men menade sig länge inte ha någon kännedom om hans gränsöverskridande sexualitet. Vanier medgav i maj 2015 att han då accepterade att Philippe "skadat vuxna och förnuftiga människor som hade en stark tilltro till hans ledarskap" men att han alltjämt "var oförmögen att få dessa två verkligheter att höra ihop".

## Utmärkelser
Vanier fick många utmärkelser för sina insatser, bland annat Companion of the Order of Canada, den franska Hederslegionen och många utmärkelser från olika grupper av troende, bland dem påven Paul VI:s internationella pris, utmärkelsen Community of Christ International Peace Award, Rabbi Gunther Plaut:s humanitära pris, samt utmärkelsen Gaudium et Spes, namngiven efter det andra vatikankonsiliets dokument Gaudium et spes.
1993 tilldelades han Loyola-medaljen from Concordia University.
I en omröstning gjord av CBC i november 2004 rankades han som nummer 12 på en lista över de mest framstående personerna i Canada.
2010 namngavs asteroiden 8604 Vanier till hans ära.
2013 erhöll han den amerikanska utmärkelsen Pacem in Terris Peace and Freedom Award från stiftet Diocese of Davenport, Iowa.
I mars 2015 erhöll Vanier Templeton-priset(en) som ett erkännande av hans insatser till stöd för personer med handikapp och hans bidrag till ett vidgat synsätt på hur stöd kan ges till de svaga och sårbara.

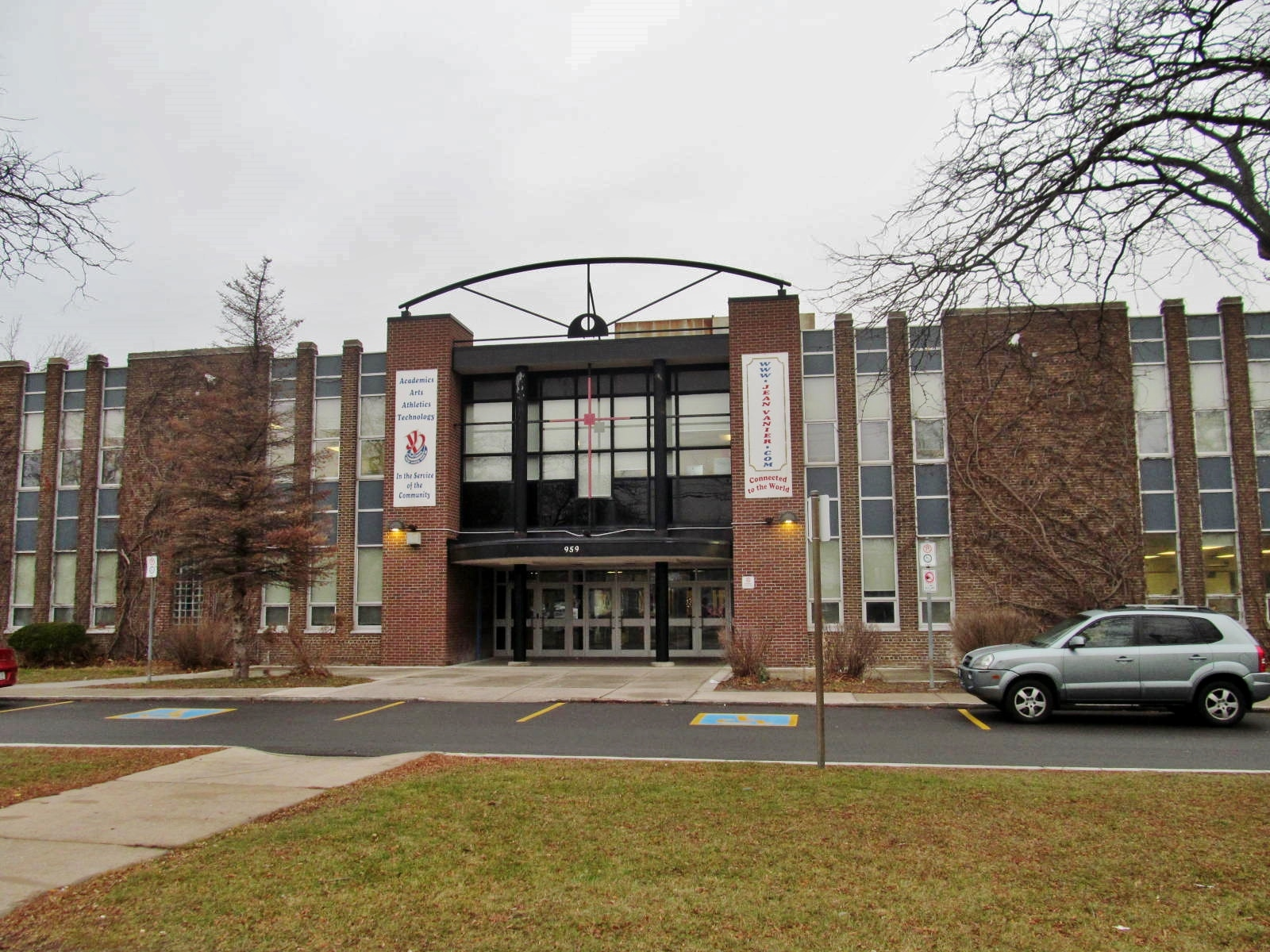
St. Joan of Arc Catholic Academy, tidigare Jean Vanier Catholic Secondary School, i Scarborough, Ontario

Den 27 september 2016 mottog Jean Vanier The Peace Abbey Foundation (USA) Int'l Courage of Conscience Award i Trosly-Breuil, Frankrike, för hans livslånga engagemang för att bygga en värld som inkluderar individer med handikapp.
Efter avslöjandena 2020 om hans otillbörliga sexuella relationer har flera utmärkelser dragits tillbaka, däribland utmärkelsen Notre Dame Award för humanitära insatser utdelad 1994 av University of Notre Dame i South Bend, Indiana.

### Skolor tidigare uppkallade efter Vanier
Följande skolor i Canada var uppkallade efter Vanier, men har efter uppdagandet av hans förflutna bytt namn:
- Our Lady Queen of the World Catholic Academy(en) i Richmond Hill, Ontario namnändrades i maj 2020 från det tidigare namnet Jean Vanier Catholic High School av York Catholic District School Board.
- St. Francis Xavier Catholic Secondary School(en) i Milton, Ontario namnändrades i juni 2020 från det tidigare namnet Jean Vanier Catholic Secondary School av Halton Catholic District School Board.[36]
- St. Joan of Arc Catholic Academy(en) i Scarborough, Ontario namnändrades i juli 2020 från det tidigare namnet Jean Vanier Catholic Secondary School av Toronto Catholic District School Board.[37]
- Our Lady of the Bay Catholic High School(en) i Collingwood, Ontario namnändrades i juni 2020 från det tidigare namnet Jean Vanier Catholic High School.[38]
- St. Nicholas Catholic School i Sherwood Park, Alberta namnändrades i april 2020 från det tidigare namnet Jean Vanier Catholic School av Elk Island Catholic Schools.[39]
- St. Maria Faustina School i Regina, Saskatchewan namnändrades i juni 2020 från det tidigare namnet Jean Vanier School av Regina Catholic School Division.[40]
- Madonna Della Libera Catholic Elementary School i Brantford, Ontario namnändrades i juni 2020 från det tidigare namnet Jean Vanier Catholic Elementary School av Brant Haldimand Norfolk Catholic District School Board.[41]
- École secondaire catholique Saint-Jean-de-Brébeuf i Welland, Ontario namnändrades i juli 2020 från det tidigare namnet École Secondaire Catholique Jean-Vanier av Conseil scolaire catholique MonAvenir.[42]

### Översatt till svenska
- 1994 – Vanier, Jean. Texter i urval. Nutida andliga klassiker, 99-1892197-8. Översättning: Kjell Norlin. Örebro: Libris. Libris 7620125. ISBN 9171949712
- 2001 – Vanier, Jean. Jag möter Jesus. Stockholm: KPN. Libris 11838823. ISBN 91-974126-0-0
- 2001 – Vanier, Jean. Det sant mänskliga: om att öppna sig för andra. Göteborg: Cordia. Libris 7600118. ISBN 91-7085-218-9
- 2008 – Vanier, Jean. Jag möter Jesus: han säger till mig: "Jag älskar dig". Stockholm: Katolska pedagogiska nämnden i samarbete med Veritas. Libris 18609323. ISBN 9789197648493
- 2009 – Hauerwas, Stanley; Vanier Jean. Ömsint liv i en våldsam värld. Stockholm: Cordia. Libris 11482873. ISBN 9789152632741
- 2017 – Vanier, Jean. Från brustenhet till gemenskap. Skriftserien Silentium, 1650-8149 ; 12. Översättning: Joseph Halldorf. Sturefors: Silentium. Libris nx74q9p8ljsk6zxv. ISBN 9789198379518
- 2018 – Vanier, Jean. Gemenskapens evangelium: enligt Johannes. Stockholm: Veritas. Libris 21774330. ISBN 9789187389399

### Om rörelsen "Tro & Ljus"
- Pleijel Johnsson Anne-Mette, red (2018). Vägen, sanningen och båten. Helsingborg: Gaudete. Libris r1b6qvp3pqqc0d8j. ISBN 9789186577759